# Менарха
Менарха (од старогрчког μην (мен) 'месец' и αρχη (архе) 'почетак') је први менструални циклус, или прво менструално крварење. Са медицинског и друштвеног становишта, често се сматра централним догађајем женског пубертета, јер сигнализира могућност плодности.
Девојчице доживљавају менарху у различитим годинама. Менарха која се јавља између 9. и 16. године сматра се нормалном. На време менархе утиче биологија жене, као и генетски фактори и фактори животне средине, посебно фактори исхране. Просечна старост менархе је опала током прошлог века, али величина пада и фактори који су одговорни остају предмет спора. 
Просечну старост менархе у свету је веома тешко тачно проценити и значајно варира у зависности од географског региона, расе, етничке припадности и друге карактеристике. Постоји каснија старост почетка у азијској популацији у поређењу са западном.

## Физиологија

### Пубертет
Менарха је кулминација низа физиолошких и анатомских процеса пубертета: 
- Постизање довољне телесне масе (обично 17% телесне масти)
- Дезинхибиција генератора ГнРХ импулса у аркуатном језгру хипоталамуса[3]
- Секреција естрогена од стране јајника као одговор на хормоне хипофизе.
- У интервалу од око 2 до 3 године, естроген стимулише раст материце (као и раст у висину, раст груди, проширење карлице и повећање регионалног масног ткива).
- Естроген стимулише раст и васкуларност ендометријума, слузнице материце.
- Флуктуације нивоа хормона могу довести до промене адекватности снабдевања крвљу делова ендометријума.
- Смрт неког ткива ендометријума од ових хормона или флуктуације у снабдевању крвљу доводе до дедуцације, одвајања дела слузокоже са протоком крви из вагине.
- Није познат специфичан хормонски сигнал за менарху; сматра се да је менарха као дискретни догађај релативно случајан резултат постепеног задебљања ендометријума изазваног порастом, али флуктуирајућим пубертетским естрогеном
- Почетни ток менархе је обично светлији од зрелог менструалног тока. Често је оскудан у количини и може бити веома кратак, чак и један пример „Менструум, или проток, састоји се од комбинације свеже и згрушане крви са ткивом ендометријума. мрље". Као и друге менструације, менарха може бити праћена грчевима у стомаку.